# Acerentomon noseki
Acerentomon noseki är en urinsektsart som beskrevs av Torti 1981. Acerentomon noseki ingår i släktet Acerentomon och familjen lönntrevfotingar. Inga underarter finns listade i Catalogue of Life.